# Cratere Cayley

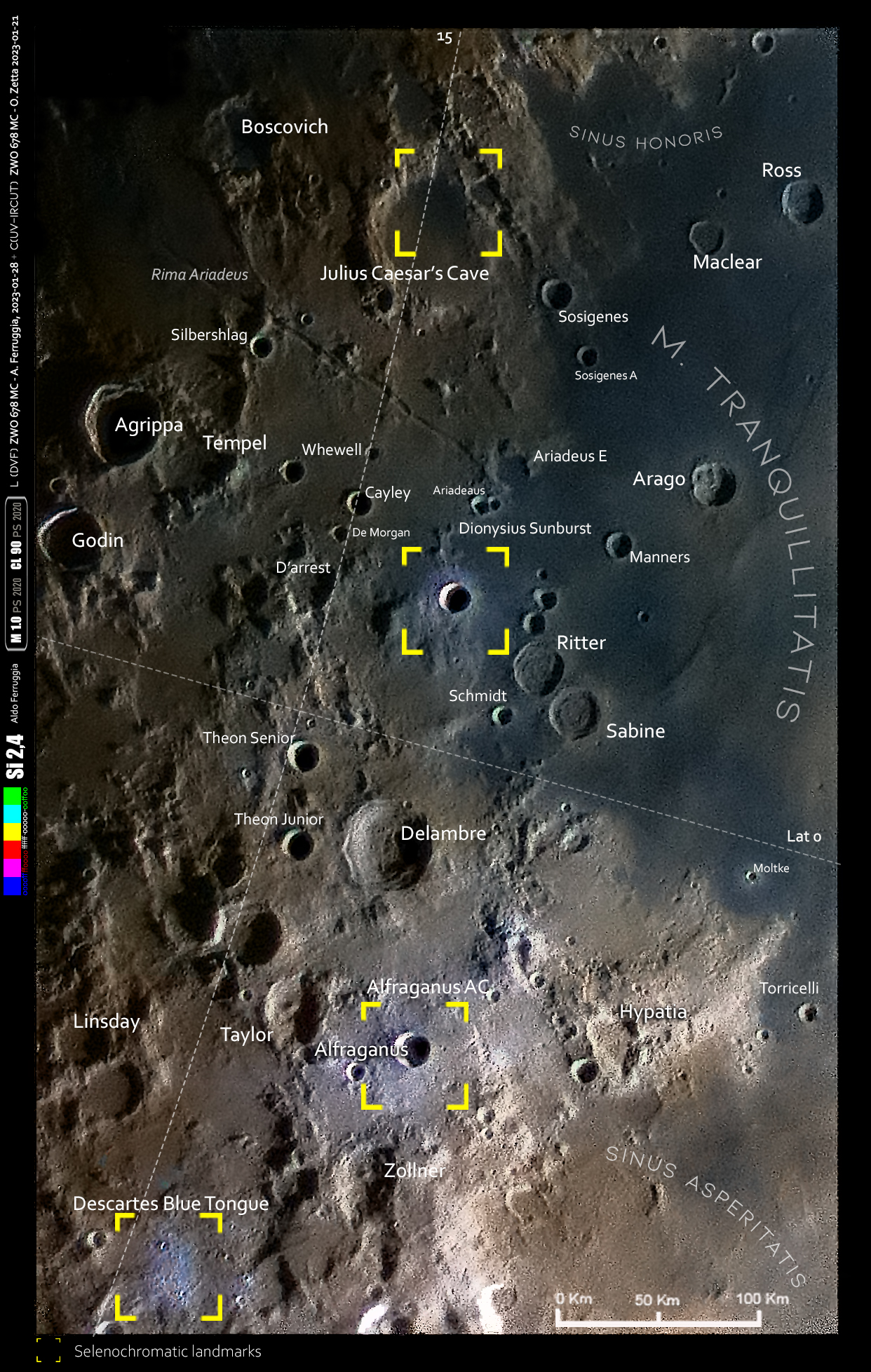
Il cratere con le strutture vicine in una Immagine Selenocromatica(Si)

Cayley  è il nome di un piccolo cratere lunare da impatto intitolato al matematico britannico Arthur Cayley che si trova in una zona coperta da lava basaltica ad ovest del Mare Tranquillitatis. Cayley giace a nord-ovest dei crateri De Morgan e D'Arrest, rispettivamente poco più piccolo e poco più grande. A ovest-nord-ovest si trova il cratere Whewell, approssimativamente delle stesse dimensioni. A nord si trova una rima che si estende linearmente in direzione est-sud-est, la Rima Ariadaeus.
Cayley è un cratere circolare, a forma di tazza, con un pianoro interno a circa metà altezza. Questo pianoro si estende per circa un quarto della sezione trasversale. Le pendici interne hanno un'albedo moderatamente maggiore del terreno circostante ed appaiono chiare per contrasto, tuttavia assai meno brillanti del vicino cratere Dioniso, ad est-sud-est. Cayley è privo di strutture a raggiera.
Il terreno circostante è simile ad un mare lunare, ma ha un'albedo leggermente maggiore e si sovrappone al margine orientale del Mare Tranquillitatis. Si sospetta che questa pianura sia il risultato dell'accumularsi di detriti prodotti durante la formazione di un bacino da impatto. La sorgente più probabile rimane il Mare Imbrium, a nord-ovest.